# ولمی (نوادا)
ولمی، نوادا (به انگلیسی: valmy, Nevada) یک سکونتگاه مسکونی در ایالات متحده آمریکا است که در شهرستان هامبولت، نوادا واقع شده‌است.

## خصوصیات
ولمی ۹٫۵ کیلومترمربع مساحت و ۳۷ نفر جمعیت دارد.